# マグロ
マグロ（鮪、黒漫魚、金鎗魚、眞黒、𩻩）は、スズキ目・サバ科マグロ族マグロ属（学名：Thunnus）に分類される硬骨魚類の総称。暖海性で外洋性、回遊性の大型肉食魚で、日本を始めとする世界各地で重要な食用魚として漁獲されている。

## 呼称

### 学名
属名 Thunnus （仮名転写例：トゥンヌス）は「マグロ」を意味するラテン語。

### 諸言語名
目が大きく黒い魚であることから（目黒 - まぐろ）と呼ばれる。日本ではマグロ属の中の1種であるクロマグロ（学名：Thunnus orientalis）のみを指して「マグロ」と呼ぶ場合も少なくない。また、「カジキマグロ」（カジキの俗称）および「イソマグロ」（イソマグロ属）は和名に「マグロ」を含むが、学術上はマグロ（属）ではなく、生物学の成立以前から存在した通俗名（梶木鮪、磯鮪、など）を引き継いだものである。
英語名 Tuna は「マグロ」と日本語訳されがちであるが、実際は上位分類群のマグロ族 (Thunnini) 全般を指し、マグロだけでなくカツオ、ソウダガツオ（マルソウダ、ヒラソウダ）、スマなどを含む（詳細はツナを参照）。

## 特徴
全長は60 cmほどのものから3 mに達するものまで種類によって異なる。最大種タイセイヨウクロマグロは全長4.5 m・体重680 kgを超える。
水中生物としてはかなり高速で遊泳することができる。全長1.7-3.3 mのタイセイヨウクロマグロの群れの遊泳速度を測定した結果、平均の遊泳速度は3.6-10.8 km/hと計算されている。また、瞬間的な最大速度は80 km/hに達すると推定されている。
体型は紡錘形で、体の横断面はほぼ楕円形、鱗は胸鰭周辺を除けばごく小さいかほとんど無く、高速遊泳に適した体型である。吻はわずかに前方に尖る。尾鰭は体高と同じくらいの大きな三日月形だが、それ以外の各鰭は小さい。第二背鰭と尻鰭の後ろにはいくつかの小離鰭（しょうりき）がある。ただし、種類や成長段階によっては胸鰭・第二背鰭・尻鰭などが鎌状に細長く伸びるものもいる。
筋肉内の血管は動脈と静脈が近接する、奇網（きもう : Rete mirabile）という構造を持つ。これで体内の熱が逃げるのを防ぎ、体温を海水温より高く保って運動能力の低下を抑える。

### 生態
全世界の熱帯・温帯海域に広く分布するが、種類によって分布域や生息水深が異なる。海中では口と鰓蓋を開けて遊泳し、ここを通り抜ける海水で呼吸する。泳ぎを止めると窒息するため、たとえ睡眠時でも止まらない。
食性は肉食で、表層・中層性の魚類、甲殻類、頭足類などを捕食する。海洋の食物連鎖においてはクジラ、アザラシ、カジキ、サメなどと並ぶ高次の消費者である。それ故に相対的に個体数が少なく、また、生物濃縮によって汚染物質を蓄積しやすいため、様々な問題も起きている（後述）。

## マグロ属構成種

マグロ属8種の全長を表すグラフ。上からタイセイヨウクロマグロ、クロマグロ、メバチ、ミナミマグロ、キハダ、コシナガ、ビンナガ、タイセイヨウマグロ。

### マグロ亜属

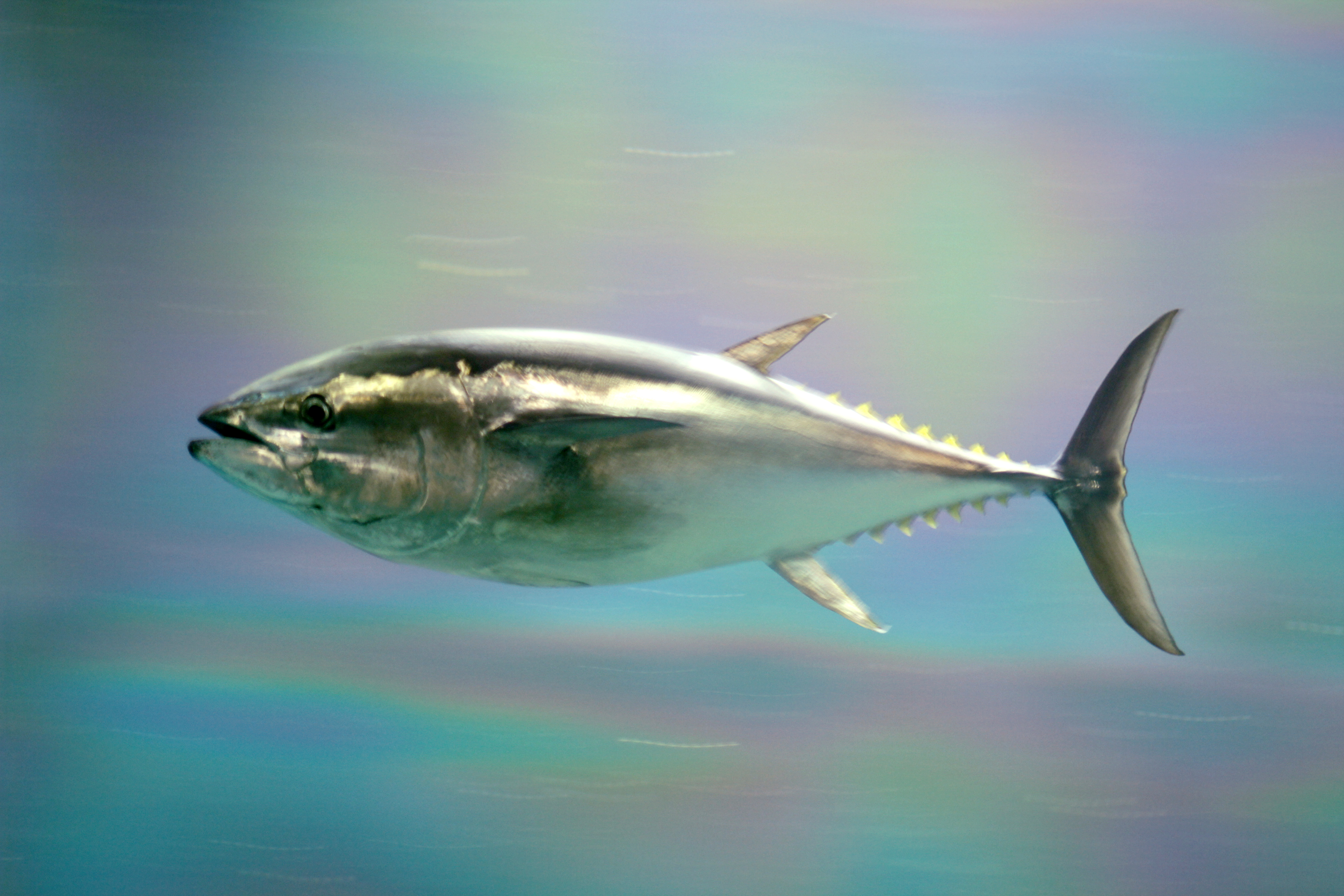
クロマグロ
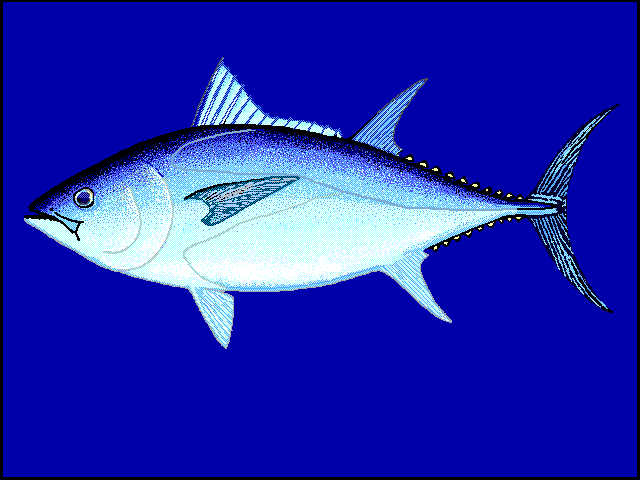
ミナミマグロ
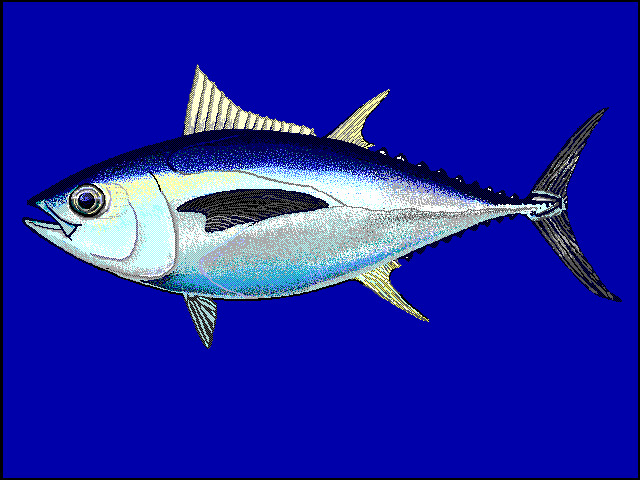
メバチ　目が大きい。
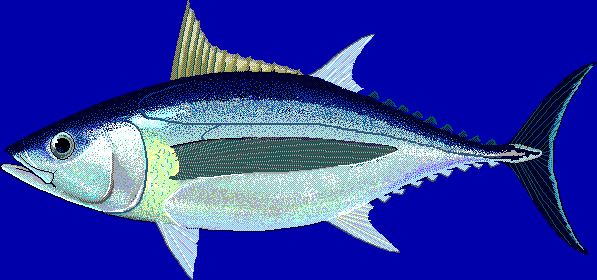
ビンナガ　長大な胸鰭をもつ。

マグロ亜属（Thunnus）には下記の5種が含まれる。
クロマグロ（黒鮪）
学名 Thunnus orientalis (Temminck & Schlegel, 1844)、英名 Pacific bluefin tuna
全長3 m・体重400 kgを超える。本種・タイセイヨウクロマグロ・ミナミマグロの3種はマグロ属の中でも胸鰭が短く、第二背鰭に届かない点で他種と区別できる。日本近海を含む（北海道周辺海域を北限に）太平洋の熱帯・温帯海域に広く分布する。
日本の地方名としては、若魚をヨコ、ヨコワ（近畿・四国）、メジ（中部・関東）、ヒッサゲ、成魚をホンマグロ（東京）、シビ、クロシビ（各地）などと呼ぶ。特に津軽海峡沿岸、青森県大間町沖産の「大間まぐろ」が最上等種とされ、豊洲市場（築地市場から移転）の初競りでは1匹億円単位の値が付くこともある。魚体の色と希少価値から「黒いダイヤ」とも呼ばれる。タイセイヨウクロマグロと同種または亜種とすることがある。亜種の場合、学名はThunnus thynnus orientalisとなる。
タイセイヨウクロマグロ（大西洋黒鮪）
学名 Thunnus thynnus (Linnaeus, 1758)、英名 Atlantic bluefin tuna
全長4.5 m・体重680 kgに達し、マグロ属、ひいてはサバ科でも最大種である。地中海・黒海を含む大西洋の熱帯・温帯海域に分布する。IUCNレッドリストでは絶滅危惧と評価されている。
ミナミマグロ（南鮪）
学名 Thunnus maccoyii (Castelnau, 1872)、英名 Southern bluefin tuna
別名インドマグロ。全長2.5 mに達する。南半球の南緯60度までの亜熱帯・温帯海域に分布する。身の脂が豊富で、寿司種（寿司ネタ）に好んで用いられるが、IUCNレッドリストではCR（絶滅危惧IA類 : 最も絶滅が危惧される動物のランク）に記載されている。
メバチ（メバチマグロ/目鉢）
学名 Thunnus obesus (Lowe, 1839)、英名 Bigeye tuna
全長2 mほどの中型種。他種より太いずんぐりした体型、大きな目、長い胸鰭を持つ。和名「メバチ」や英名"Bigeye tuna"は、大きな目に由来する。日中は他のマグロより深い層を泳ぐが、夜は表層に上がってくる。赤道から南北に緯度35度の範囲（日本では東北地方、主に宮城県以南の太平洋岸）に多く生息する。世界的な漁獲量はキハダに次ぐが、日本全国での流通量は最多で、店頭に並ぶ機会も多い。地方名はバチ（東北・関東）、メブト（九州）、幼魚は各地でダルマとも呼ばれる。IUCNレッドリストVU（絶滅危惧II類）。
ビンナガ（ビンナガマグロ/鬢長）
学名 Thunnus alalunga (Bonnaterre, 1788)、英名 Albacore tuna
体長1 m程の小型種。「ビンナガ」の称は長大な胸鰭を鬢（もみあげ）に見立てたもので、トンボの翅に見立てたトンボ、シビ等の異称もある。赤道から南北に緯度10-35度の熱帯・亜熱帯海域（日本では北海道以南､特に太平洋側）に広く分布する。身は淡いピンク色でやや水っぽく、酸味がある。鶏肉に似ることから欧米での需要が高く、缶詰などの加工食品で多く流通する。生食の需要も高まっていて、一部の寿司屋では「ビントロ」という名前で販売されている。IUCNレッドリストDD（情報不足）。
- クロマグロ
- ミナミマグロ
- メバチ　目が大きい。
- ビンナガ　長大な胸鰭をもつ。

### 新マグロ亜属
新マグロ亜属（Neothunnus）はマグロ属のうちヒレに黄味があるものを指し、3種ある。
タイセイヨウマグロ（大西洋鮪）
学名 Thunnus atlanticus (Lesson, 1831)、英名 Blackfin tuna
全長1 m程度とマグロ属で最小の小型種。大西洋西岸に分布する。日本の魚卸ではクロヒレと呼ばれる。
キハダ（キハダマグロ/黄肌・黄鰭）
学名 Thunnus albacares (Bonnaterre, 1788)、英名 Yellowfin tuna
日本近海では全長1-1.5 mほどのものが多いが、インド洋産は全長3 mに達するものもいる。第二背鰭と尻鰭が黄色で鎌状に長く伸び、体表もやや黄色を帯びる。赤道から南北に緯度35度の範囲（日本では北海道以南､特に伊豆諸島以南の太平洋側､南西諸島）に多く生息し、マグロ類の中ではコシナガと並んで特に熱帯・表層を好む。漁獲量は8種の中で最多で、缶詰などの材料として重要である。身はトロに当たる部分がなく、脂肪が少ない。若魚はキワダ（東京都・和歌山県）と呼び区別され、地方名はゲスナガ（静岡県）、イトシビ（高知県）、若魚はキメジ（木目地）とも呼ばれる。IUCNレッドリストLC（軽度懸念）。
コシナガ（腰長）
学名 Thunnus tonggol (Bleeker, 1851)、英名 Longtail tuna
全長1 mを超えるものもいるが、60cmほどのものが多く、マグロとしては小型種である。和名通り尾柄が長く、他種よりも体型が細長い。インド太平洋の熱帯・亜熱帯海域（日本では富山県から九州西岸の日本海､相模湾以南の太平洋､琉球列島）に分布する。日本近海では夏季に捕獲され、主に加工して用いられる。外観のよく似たヨコワ（クロマグロの幼魚）と混同されるが、ヨコワの漁期は春・秋であり、コシナガは胸鰭が長いことでも区別できる。西日本ではヨコワの鮮魚としての消費があるが、コシナガの食味はヨコワより劣り、市場では「ヨコワもどき」「にせヨコワ」と呼称されることがある。九州ではトンガリとも呼ばれる。

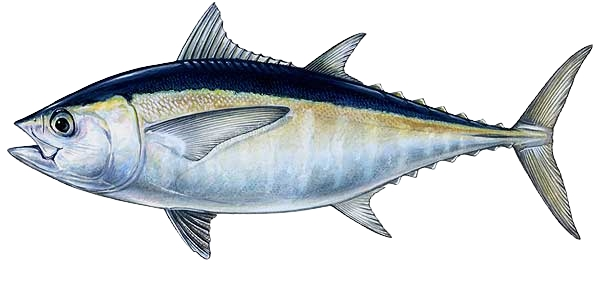
タイセイヨウマグロ
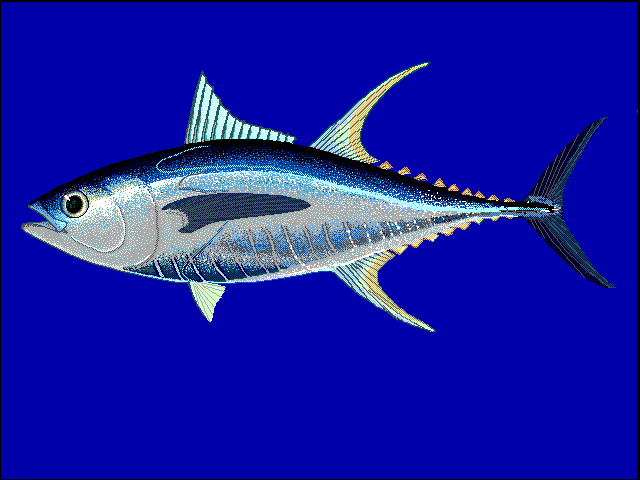
キハダ　第二背鰭と尻鰭が黄色で、鎌状に伸長する。
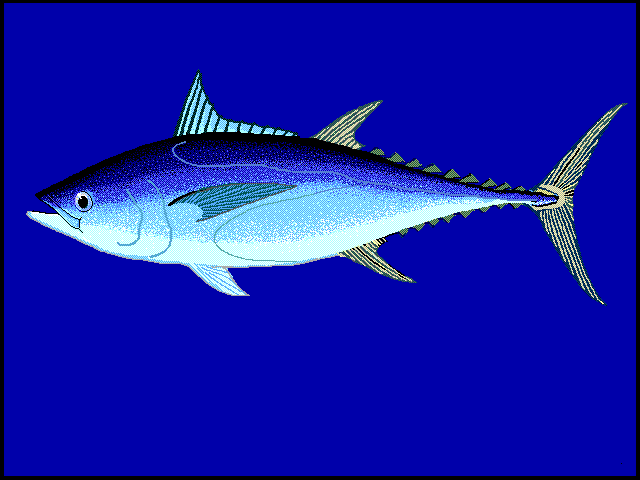
コシナガ　尾柄が長い。

## 日本における利用

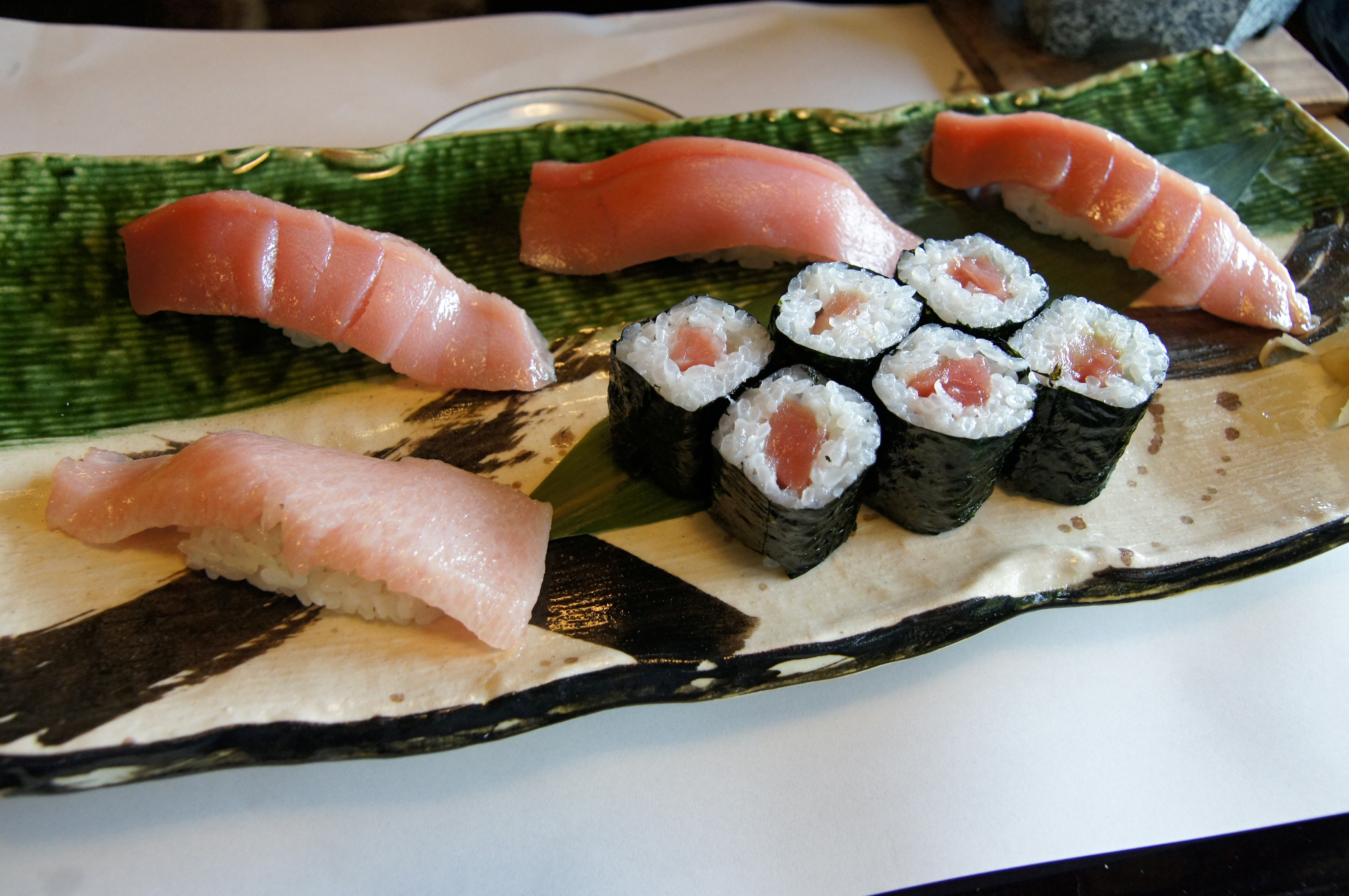
マグロの寿司

ほぼ全ての種が食用になり、直接食す形では刺身、寿司種、焼き魚、ステーキ、缶詰など幅広い。それ以外では骨や身を加工してダシを取る用途にも用いられる。背中側と腹側では脂肪の含有量が異なり、部位によって「赤身」「中トロ」「大トロ」と呼ばれる。目玉や頭肉、カマ（えらの周り）、尾の身、内臓なども食味が良く、産地を中心に食べられている。人間の食用以外においても、安価なキハダやメバチ、ビンナガ等一部の種でペットフード(主に猫)としての需要もある。
適切な温度管理の下で48時間熟成させると、イノシン酸やグルタミン酸といったうま味成分が増えることが、くら寿司と東京大学大学院農学生命科学研究科により明らかになっている。 
又，冷凍することで，半日でうまみ成分が増えることも分かっている。

### 日本人とマグロ

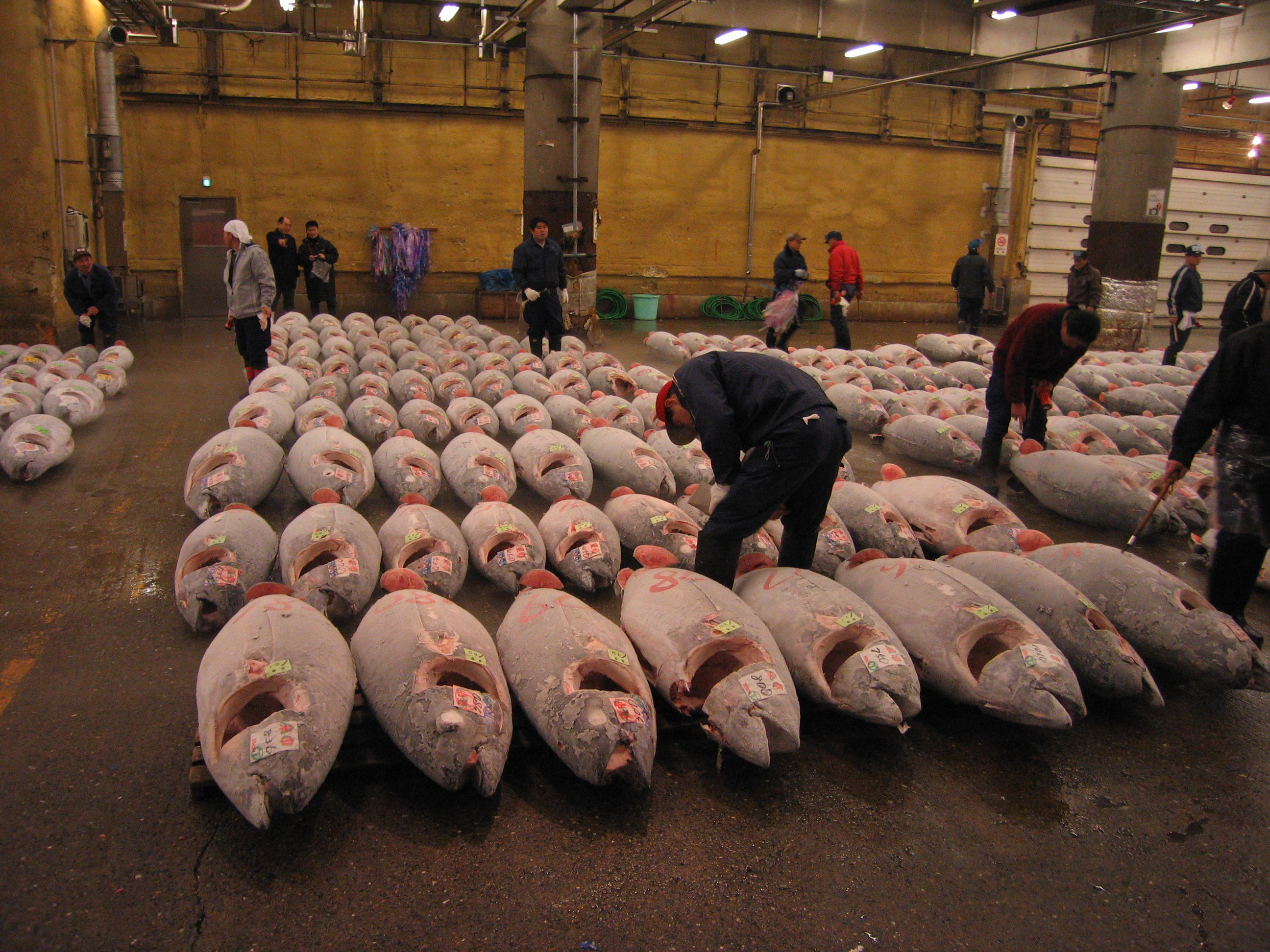
築地市場で取り引きされる冷凍マグロ

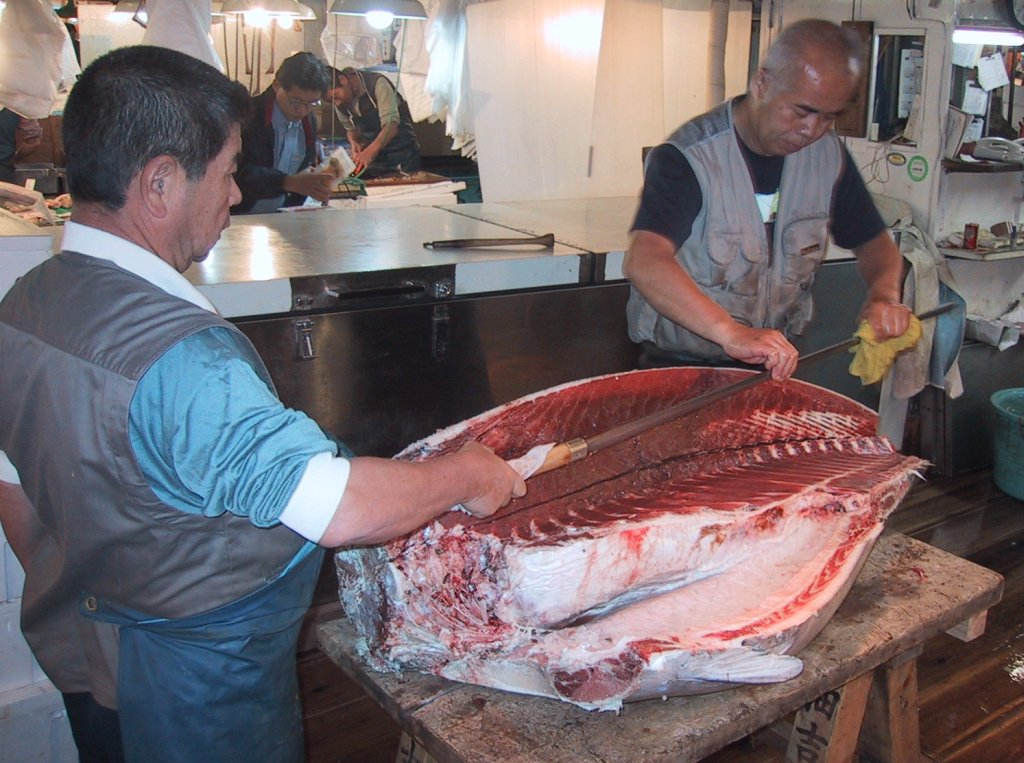
鮪包丁を用いたマグロ解体（築地市場）

日本人は古くからマグロを食用とし、縄文時代の貝塚からマグロの骨が出土している。『古事記』『万葉集』にも「シビ」の名で記述されており、「大魚（おふを）よし」は「鮪」の枕詞。
現代でこそ人気の高いマグロであるが、冷蔵・冷凍技術が存在しない江戸時代以前は、鮮度を保つ方法がなく、腐敗しやすいことから、不人気な魚だった。江戸の世相を記した随筆『慶長見聞集』ではこれを「しびと呼ぶ声の響、死日と聞えて不吉なり」とするなど、不遇な扱いを受けていた。冷蔵・冷凍技術のない時代に魚介類の鮮度を保つには、水槽で生かしたまま流通させる方法があったが、マグロの大きさではそれが不可能であった。干魚として乾燥させる方法もあるが、マグロの場合は食べるに困るほど身が固くなる（カツオの場合は、乾燥させた上で熟成させ、鰹節として利用したが、マグロはその大きさから、当時はマグロ節としては使われなかった）。塩漬にすると、マグロの場合は食味がかなり落ちてしまうために下魚とされ、貧民層の食べ物だった。食用でなく肥料として利用される場合が多かった。
江戸時代中期から調味料として醤油が広まると、マグロの身を醤油漬けにするという新たな保存方法が生まれ、「赤ベロベロの醤油漬け」、略して「ヅケ」と呼ばれ、1831年(天保2年）に握り寿司のネタとして使われ出した。西郷隆盛の好物でもあったと言われる。
近代以降は冷蔵技術が進歩した事から、赤身の部分の生食が普及した。
1923年（大正12年）頃から格式張った寿司屋でもマグロを寿司種として扱うようになったが、第二次世界大戦前までは大衆魚であった。
北大路魯山人は「マグロそのものが下手物であって、一流の食通を満足させるものではない」と評した。脂身である「トロ」は特に腐敗しやすいため、（魚を好むと思われがちな）猫もまたいで通る「猫またぎ」とも揶揄されるほど不人気で、もっぱら缶詰などの加工用だった。冷凍保存技術の進歩と生活の洋風化に伴う味の嗜好の濃厚化で、1960年代以降は生食用に珍重される部位となった。マグロの品質が低下しない冷凍温度帯は-30℃以下であり、実際の流通上では-50℃の超低温冷蔵庫に保管する。一旦解凍したマグロを再凍結すると組織が破壊され、非常に質が劣化する。再解凍後にはドリップ（旨味成分等を多量に含んだ汁）が流れ出すなどして風味も落ちてしまう。
1995年の統計では、世界のマグロ漁獲量191万tに対し、日本の消費量は71万t。そのうち60万tを刺身・寿司等の生食で消費している。加工品では「ツナ」もしくは「シーチキン」（商標名）と呼ばれるサラダオイル漬けの缶詰が多い。
日本の各都道府県庁所在地での家計調査によると、一世帯当たりのマグロの購入量は年々減少している。消費率はマグロ水揚げ日本一の静岡県、隣接する山梨県を筆頭に関東地方や東北地方、北海道が上位を占める。一方で、西日本では白身魚が人気で、マグロなどの赤身魚は消費量は軒並み低く、食文化の相違が見られる。ただし、沖縄県だけはマグロの水揚げ量・消費量ともに高い。
2019年1月5日、豊洲市場で青森県大間産のクロマグロ（大間まぐろ、278キログラム）が3億3360万円の史上最高値で落札された。近年の史上最高値更新は、2001年に青森県大間産2020万円（202キログラム）、2011年に北海道戸井産（2004年までは戸井村および戸井町、それ以降は函館市戸井町）3249万円（342キログラム）、2012年に青森県大間産5649万円（269キログラム）、2013年に青森県大間産1億5540万円（222キログラム）となっていた。
和歌山県の「県の魚」に指定されている。

### 漁
延縄（はえなわ）、一本釣り、曳縄（トローリング）、突きん棒、巻き網、定置網などで漁獲される。近年は種苗個体を採捕して肥育した養殖（蓄養）物も流通している。
| - 日本国内の主な陸揚げ港（上位5港・平成14年度） 1. 焼津漁港（静岡県） 2. 三崎漁港（神奈川県） 3. 勝浦漁港（和歌山県） 4. 気仙沼漁港（宮城県） 5. 塩釜漁港（宮城県） | - うち生マグロ 1. 勝浦漁港（和歌山県） 2. 塩釜漁港（宮城県） 3. 気仙沼漁港（宮城県） 4. 銚子漁港（千葉県） 5. 境漁港（鳥取県） |

かつてマグロ漁船といえば重労働・高収入の代名詞で、特に遠洋マグロ漁で栄えた気仙沼漁港や塩釜漁港の周辺には、漁師達により「唐桑御殿」と呼ばれる広壮な入母屋作りの家屋が競うように建てられるなど、漁港周辺はマグロ漁と関連産業により活気づいていた（唐桑町は気仙沼漁港の近郊）。
1973年には鹿児島県のマグロ漁船が南アフリカに西沖に出漁し、一航海あたりの水揚高で3億円という日本記録を出した。この際の乗組員の最高年収は1000万円に達した。
こうした話に尾鰭がつき、借金などで急に大金が要る場合には「マグロ漁船に乗せる」などという言い回しも用いられたが、21世紀に入ると乱獲による資源減少や漁業規制、外国船が漁獲した輸入マグロの増加、養殖物の流通等により、必ずしも高収入とは言えなくなりつつある。
かつて日本のマグロ漁船の生活環境は、航海期間の長さや狭い生活空間などにより、ストレスがたまりやすく人間関係が悪化しやすいものであった。1975年に船内で発生した殺人、殺人未遂、傷害致死事件は23件で大半がマグロ漁船内で発生していた。21世紀における遠洋マグロ漁船は、インドネシアなどから来た外国人が多く乗り組んでいる。乗組員確保のため、個室付や、インターネットで陸上との交信やテレビ視聴ができるなど快適さを重視した漁船が導入されている。
一方、中国や台湾などのマグロ漁船の労働環境は依然として改善していないため、船員は「現代の奴隷」と評されることがある。2021年、アメリカは過酷な労働環境下で漁獲されたマグロを使用した製品を「強制労働によって生み出された商品」として国内から締め出す方針を示している。

### 価格高騰
消費量の拡大に伴い、マグロの価格も高くなった。日本も輸入マグロの割合が増え、価格の影響を受けやすくなっている。さらに原油価格高騰・漁船燃料高騰による出漁のコスト増、マグロ減少による漁場の遠距離化、出漁に対する成果の低下も重なり、価格高騰に拍車を掛けている。
マグロを取り扱う日本国内の各漁業協同組合・水産企業では漁船の燃費節約に迫られたが、対応できず倒産する水産企業が相次ぎ、漁協の解散例すらも出た。これもマグロ漁獲高減少・価格上昇につながっている。
1990年代後半から2000年代初めにかけて、台湾漁船の大量漁獲によって、日本での水揚げが減少したため、日本は減少分を台湾から輸入して維持したが、海洋資源保護の立場から、台湾のマグロ漁急拡大が批判されたため、台湾政府はマグロ漁の規制に乗り出し、マグロ漁船を公開解体するなどで海外にアピールした。台湾での規制によって日本へ入るマグロが減少した。
さらに、中華人民共和国都市部での日本食ブームによってマグロ需要が急増し、日台の漁獲減少の隙を突いて、中国漁船による活動が拡大し、競争が激化している。また、乱獲防止と資源保護のため漁獲量が2割減が決まりさらに高騰するといわれる。そのために近年では世界中でアカマンボウなどのマグロの代替品が増えている。
過去、アメリカ合衆国やオセアニアにおいては、脂身であるトロは商品的価値・需要が低かったので、日本の商社はトロを安価で購入することが出来た。しかし、近年の日本食・「sushi」ブームの影響で欧米でもトロに対する需要が起こり、価格が高騰している。また、1990年代後半には台湾で、2000年代に入ってからは中国で、日本食を中心とした海産物の人気が高まり、中国向けの漁獲が急増しているため、競争はますます熾烈になっている。

### 乱獲問題
前述のように相対的な個体数が少ない上に需要増加・価格高騰が拍車をかける形で世界中でマグロが乱獲され、国際的な資源保護が叫ばれている。絶滅が危惧される生物を記載したIUCNレッドリストには、マグロ8種のうち5種が記載されている。過激な保護運動を行う環境団体には、クジラ並みにマグロ漁禁止を求める強硬派もいる。こういった国際的な動きに対して、日本は2001年から2002年にかけて、水産業界を中心に不利な規制が多数決で押し通される恐れがあると「中西部太平洋マグロ類条約」の準備会合をボイコットしたが、結局2004年に日本抜きで発効され、日本はその翌年に加盟することとなった。国際連合食糧農業機関（FAO）水産局長の林司宣（早稲田大学教授）は日本は世界中の海でマグロを取りまくっていながら、規制強化には後ろ向きだ、という悪いイメージを与えたとしている。その後、2010年3月、ドーハでのワシントン条約締結国会議において21世紀初頭の個体数が1970年代と比較して90%減少したタイセイヨウクロマグロの附属書Iへの掲載の是非について審議が行われたが、18日の採決では大差で否決された。

#### 国際条約
- 全米熱帯まぐろ類委員会強化条約
- 中西部太平洋まぐろ類条約

### 養殖
マグロは長距離を遊泳すること、大型の魚で成熟に時間が掛かること、小さな傷が死につながるほど皮膚が弱いことなどがあり、捕獲したマグロの稚魚や若魚を養殖する「蓄養」が中心で、卵から成魚まで育てる「完全養殖」は研究段階である。また大量の餌を必要とするため2025年時点では餌や天然資源の価格に影響を受けやすい問題がある。

#### 蓄養
マグロ価格高騰と天然物の漁獲量低下の追い風もあり、蓄養による養殖の出荷量は増加している。低コスト化・安全性向上の他、トロの割合を多くし価値を高める研究も行われている。クロマグロの蓄養は、幼魚が黒潮に乗って回遊してくる西日本各地で行われている。蓄養マグロの出荷量は、1位の鹿児島県が2位の長崎県以下を大きく引き離している。完全養殖による生産は始まったばかりであり、現在流通している養殖のマグロはほぼ蓄養によるものである。これに対し（前述の乱獲問題にも連なるが）、稚魚の乱獲になるという批判もある。

#### 完全養殖
2002年に近畿大学水産研究所が30年余かけて、商業化に向けて研究を続け世界で初めてクロマグロの完全養殖に成功し、2004年には市場へと出荷が開始された（近大マグロ）。近畿大学は和歌山県串本町の大島実験場と奄美大島の奄美実験場を拠点に技術開発を進め、稚魚の生産が増えたことと稚魚の輸送技術が確立された事などから、2007年12月から自身の完全養殖稚魚（人工孵化の第三世代）を他の蓄養業者に出荷する事業を開始。2009年には約4万匹の稚魚を育成、内約3万匹を養殖業者へ出荷している（4万は日本の海で漁獲されている幼魚の10分の1の量）。今後は、2010年現在3から5パーセントの稚魚の生存率を10から20パーセント程度に向上させるのが目標となっている。
マルハニチロは2015年に約1万匹出荷を目指して完全養殖に取り組んでいる。2020年までには東南アジアへ2,000匹を輸出を目標としていたが、2025年には天然資源の回復や餌代の高騰により採算性が悪化している。養殖コストを抑えるため、餌に配合飼料を利用するなどの研究が行われている。
東京海洋大学の吉崎悟朗は、生殖幹細胞の移植によってサバにマグロの配偶子を作らせることより、マグロを量産する方法の研究を進めている。

## 生物濃縮による汚染
食物連鎖の頂点にある生物には様々な物質が生物濃縮により蓄積することは以前から知られており、海洋生物のトップであるクジラやマグロも例外ではない。マグロは小型の魚より汚染物質の濃度が高いことも同様に知られている。問題視されることがある汚染物質は、有機水銀（メチル水銀）、ダイオキシン類、放射性物質などであるが、通常の食事においてはドコサヘキサエン酸 (DHA) などの不飽和脂肪酸など利が多く忌避する理由はない。

### 有機水銀
メチル水銀の場合アメリカのアメリカ食品医薬品局 (FDA) は、2003年に妊婦や授乳中の女性および子供のマグロ摂取量制限の勧告を行っている（6オンス=約170 g/週）。ニューヨーク市では、2007年、幾つかの寿司料理店において基準値を超す水銀が検出されたが、世界で水銀汚染が進んでいるということではなく、健康被害はないものの調査研究を行うこととなっている。
それらの騒ぎが発生する前に、厚生労働省による見解が2003年と2005年に示されている。2003年の発表において海外の調査報告が行われ、2005年の発表では妊婦の摂取に関して言及している。そこでは便宜的にメチル水銀を単に水銀と表記している。
欧州食品安全機関 (EFSA) は、2014年12月19日『魚介類/水産物中のメチル水銀 (methylmercury) のリスクと比較した魚介類/水産物摂取の便益に関する声明書』を採択し、その声明のなかで「出生前の神経発達の毒性に基づき、メチル水銀のTWIである1.3μg/kg体重/週を設定した。また、幼児、小児及び妊娠可能年齢の女性については、メチル水銀含有量の少ない魚種の摂取を増やすことによって魚食の便益を得ることが望ましい」などとした。

### 放射性物質
主に軟組織に広く取り込まれて分布し、生物濃縮により魚食性の高い魚種（カツオ、マグロ、タラ、スズキなど）での高い濃縮度を示すデータが得られているが、底生生物を主な餌とする魚種（カレイ、ハタハタ、甲殻類、頭足類、貝類）では比較的濃縮度は低い。また大型の魚種ほど、濃縮度が高くなることが示唆されている。若い魚や高水温域に生息する魚ほど、代謝が良く排出量が多くなるため蓄積量は少ないと考えられている。体内に取り込まれる経路は、餌がほとんどであるが、鰓を通じて直接取り込まれる経路もあり、それぞれの経路の比率についてのデータは不足している。

## 食材

### 栄養価
| 項目                                    | 分量（g） |
| --------------------------------------- | --------- |
| 脂肪                                    | 4.9       |
| 飽和脂肪酸                              | 1.257     |
| 14:0（ミリスチン酸）                    | 0.139     |
| 16:0（パルミチン酸）                    | 0.81      |
| 18:0（ステアリン酸）                    | 0.307     |
| 一価不飽和脂肪酸                        | 1.6       |
| 16:1（パルミトレイン酸）                | 0.162     |
| 18:1（オレイン酸）                      | 0.924     |
| 20:1                                    | 0.277     |
| 22:1                                    | 0.237     |
| 多価不飽和脂肪酸                        | 1.433     |
| 18:2（リノール酸）                      | 0.053     |
| 18:4（ステアリドン酸）                  | 0.039     |
| 20:4（未同定）                          | 0.043     |
| 20:5 n-3（エイコサペンタエン酸（EPA）） | 0.283     |
| 22:5 n-3（ドコサペンタエン酸（DPA））   | 0.125     |
| 22:6 n-3（ドコサヘキサエン酸（DHA））   | 0.89      |

### 食中毒
サバなどと同様に鮮度が低下した場合ヒスタミン産生菌によりヒスタミンが生成され、喫食することで食中毒が発生する。

#### 寄生虫
- ヒラメで食中毒事例が報告されている寄生虫のクドア属の粘液胞子虫Kudoa septempunctata に近縁の Kudoa grammatorcyni と Kudoa scomberomori[42]、Kudoa neothunni[43]が、日本近海産のマグロからも検出されている。2014年時点でマグロに寄生するクドア属粘液胞子虫と食中毒の科学的な証明はされていないが[44]、食中毒報告体制が充実した2011年頃から原因不明の食中毒が報告され[45]、調査からはメジマグロが原因と考えられる症例が報道されている[46]。なお、東京都健康安全研究センターから疑い事例から Kudoa sp. BPT の検出が報告されている[47]。新潟県の事例では、Kudoa hexapunctata が検出されている[48]。